# Lago di Massaciuccoli

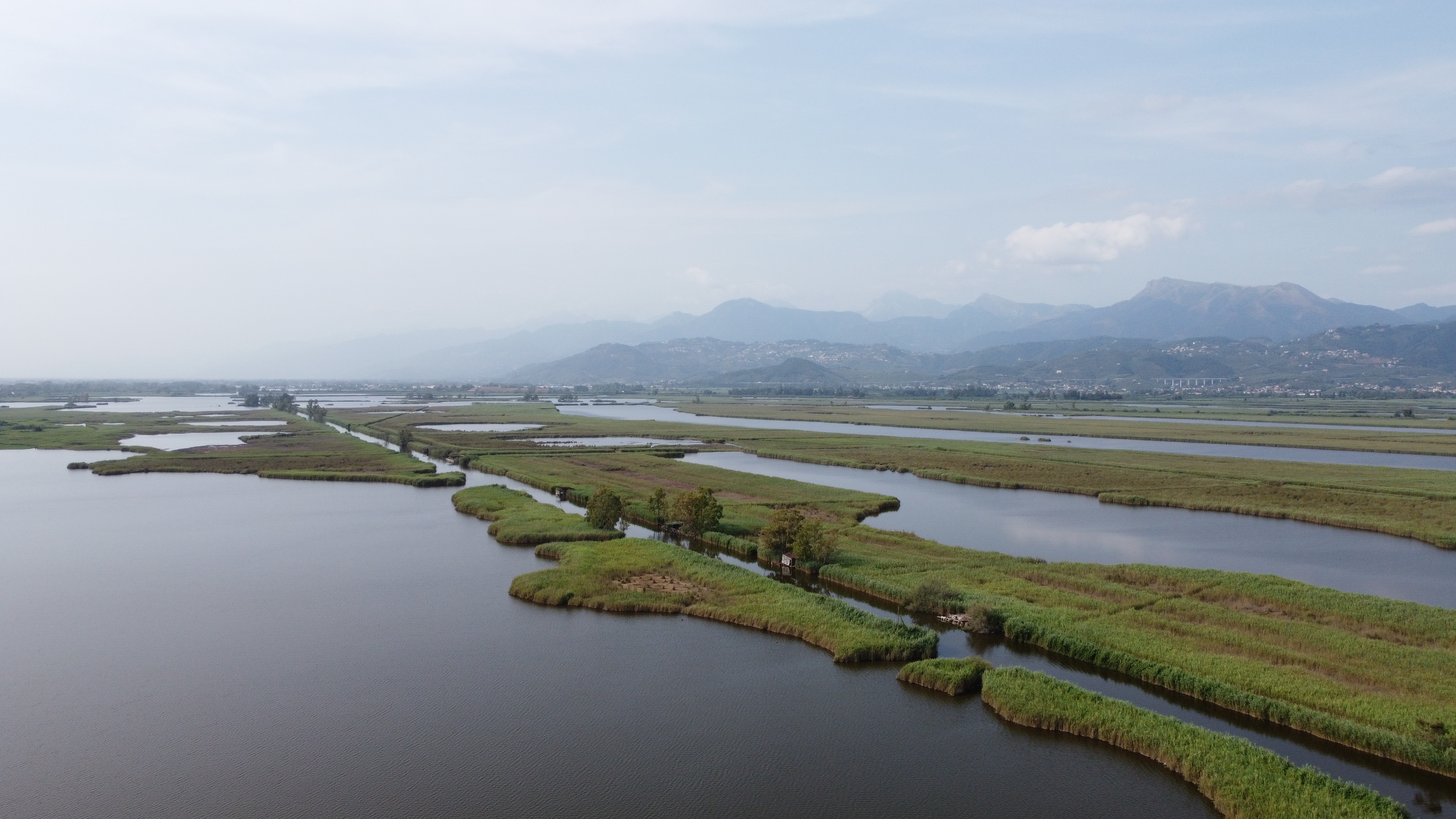
Veduta aerea del Lago di Massaciuccoli e dell'area palustre circostante

Il lago di Massaciuccoli (in provincia di Lucca, con il lembo meridionale appartenente alla provincia di Pisa, vicino all'omonima frazione di Massarosa in provincia di Lucca) è un lago costiero della Toscana. Il lago e l'area palustre intorno fanno parte del parco naturale di Migliarino, San Rossore, Massaciuccoli e di un'oasi LIPU, viste le numerose specie di uccelli presenti.

## Geologia e idrologia
La pianura bonificata circostante il lago di Massaciuccoli era in origine interamente coperta da zone palustri, formate dalle antiche foci del Serchio. I terreni palustri residui, localizzati a nord del lago, sono tuttora di ampiezza rilevante (quasi doppia rispetto alla superficie dello specchio d'acqua principale). Tutto il lago e parte della zona palustre sono inclusi nel parco naturale di Migliarino - San Rossore, che non è stato in grado di arrestare alcune forme di pesante degrado ambientale.
Il lago è provvisto di un emissario funzionale, il canale Burlamacca che si getta entro il porto di Viareggio, e di un altro, il fosso della Bufalina, dal quale le acque vengono spinte al mare tramite un impianto idrovoro; gli immissari consistono nel modesto Rio di Quiesa, il canale Barra e soprattutto nei canali di drenaggio delle bonifiche retrostanti la sponda pisana, che apportano acque di cattiva qualità.

## Storia

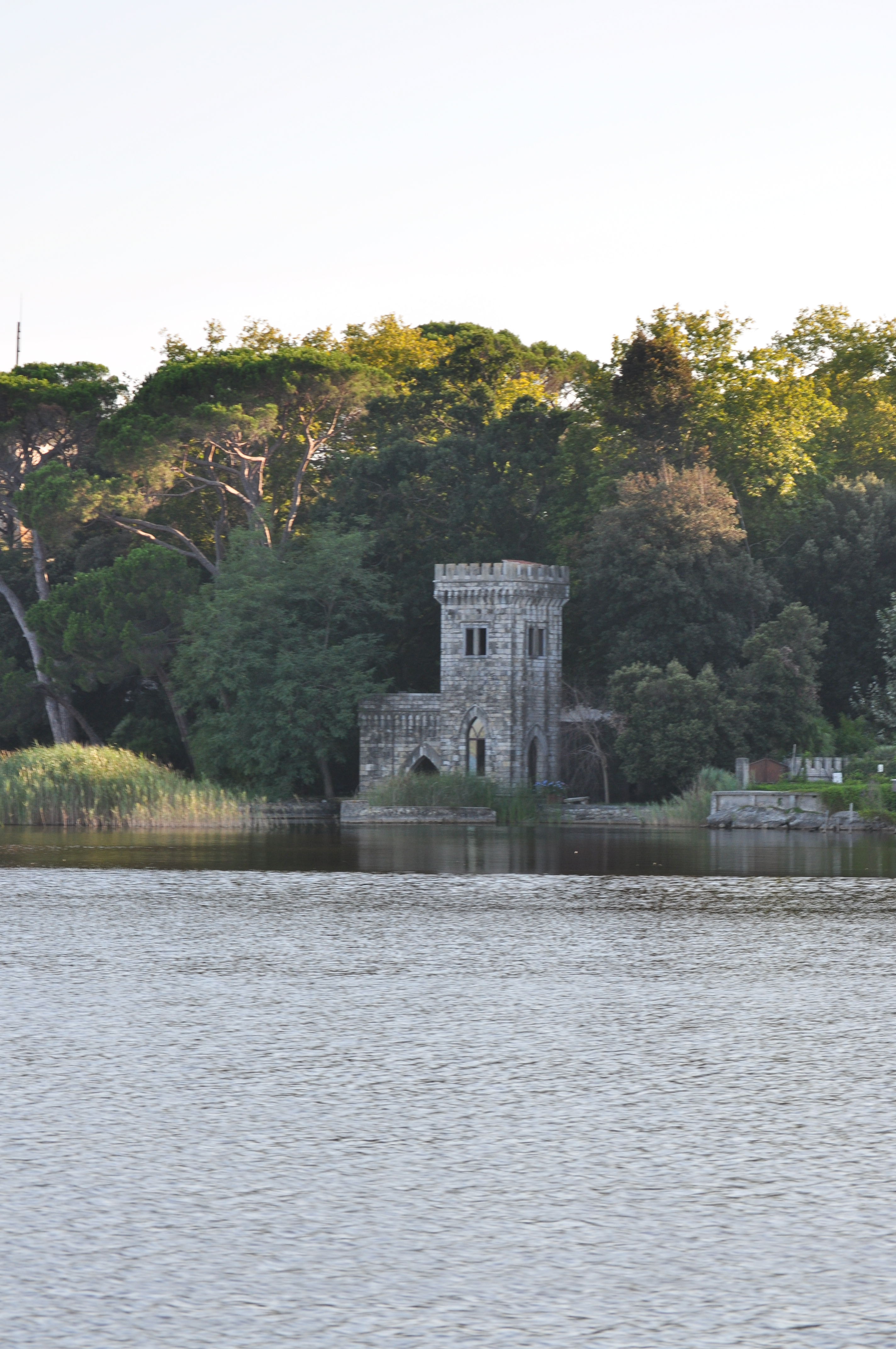
Torre di Villa Orlando

Il bacino era conosciuto già in epoca romana, come si rileva dalla Tabula Peutingeriana, come lago delle Fosse Papiriane.
Dal tardo medioevo il lago divenne zona di confine tra la Repubblica di Lucca e la Repubblica di Pisa prima, poi con il Granducato di Toscana. Tale situazione politica rallentò possibili opere di bonifica unitarie; nel corso dei secoli XVII e XVIII la sponda meridionale fu oggetto di limitate bonifiche toscane. 
Sulla riva meridionale infatti il governo mediceo si occupò della bonifica di vaste aree paludose (paludi del Bellino, Val di Stratt, delle Prese, di Malaventre) che arrivavano quasi alla riva settentrionale del basso corso del Serchio.
La zona, divenuta di proprietà della Corona granducale (fattoria di Vecchiano) fu oggetto di vasti interventi di bonifica, anche con l'apporto di privati, come nel caso dell'imprenditore olandese van der Stratt a cui nel 1650 furono date a livello vaste aree della zona (da qui la successiva denominazione del padule di Val di Stratt).
Furono aperti da parte toscana numerosi fossi di scolo come quelli del Bellino e della Barra, e da parte lucchese il fosso di confine della Bufalina che raccoglievano le acque delle colline circostanti e delle piene del lago per farle defluire nel Serchio o in mare, risanando anche le importanti strade internazionali Pietrasantina che da Pisa, attraverso la selva di Migliarino, arrivava a Viareggio e la via di Pietra a Padule (già tratto della Francigena) che costeggia tuttora la riva orientale del lago da Avane a Massaciuccoli. 
Si dovrà attendere però gli anni '20 del XX secolo per la bonifica meridionale del lago.
Da parte lucchese si mise in atto la vasta bonifica sulle rive lacustri settentrionali, iniziata col canale emissario della Burlamacca e la costruzione di cateratte vinciane (1741) per il controllo dei flussi marini e lacustri, oltre lo scavo di numerosi canali adiacenti (delle Selici, di Stiavola, di Colle Sereno, del rio di Scarda, del rio di Cagliorata, del rio di Pastinavella, delle Quindici, di Malfonte, del Pantaneto di Massarosa, della cava di Bozzano, ecc.). Tuttavia lo scavo del Fosso della Bufalina, che doveva essere il principale emissario del lago, si rivelò un fallimento, infatti avendo poca pendenza e con la foce esposta al Libeccio, fu spesso soggetto all'insabbiamento;
Nella prima metà del XIX secolo l'architetto Lorenzo Nottolini ideò un progetto per la bonifica del lago per conto della Repubblica di Lucca. Tale ipotesi, che non ebbe seguito, prevedeva di scavare un letto artificiale per il Serchio, che sarebbe andato a sboccare in mare più a nord, drenando le acque delle paludi e del lago e coinvolgendo parzialmente anche la bonifica del lago di Bientina, con il potenziamento del canale Ozzeri-Rogio nel Serchio. Sempre durante il Ducato di Lucca (nel regno di Carlo Lodovico) le aree palustri poste a nord del lago vennero utilizzate per dar luogo a risaie abbastanza estese.
Alla fine del XIX secolo il musicista lucchese Giacomo Puccini acquistò una casa a Torre del Lago, sulla riva occidentale del bacino. La struttura, originariamente conosciuta come "Torre alla Macchia", venne trasformata in un elegante villino che divenne luogo di residenza preferito del maestro. Puccini è sepolto nella cappellina della casa e la località, in suo onore venne ribattezzata Torre del Lago Puccini, frazione di Viareggio. Il lago fu inoltre uno dei soggetti più spesso ritratti da alcuni esponenti della pittura macchiaiola e post-macchiaiola, come Cabianca, Pagni e soprattutto i fratelli Tommasi.

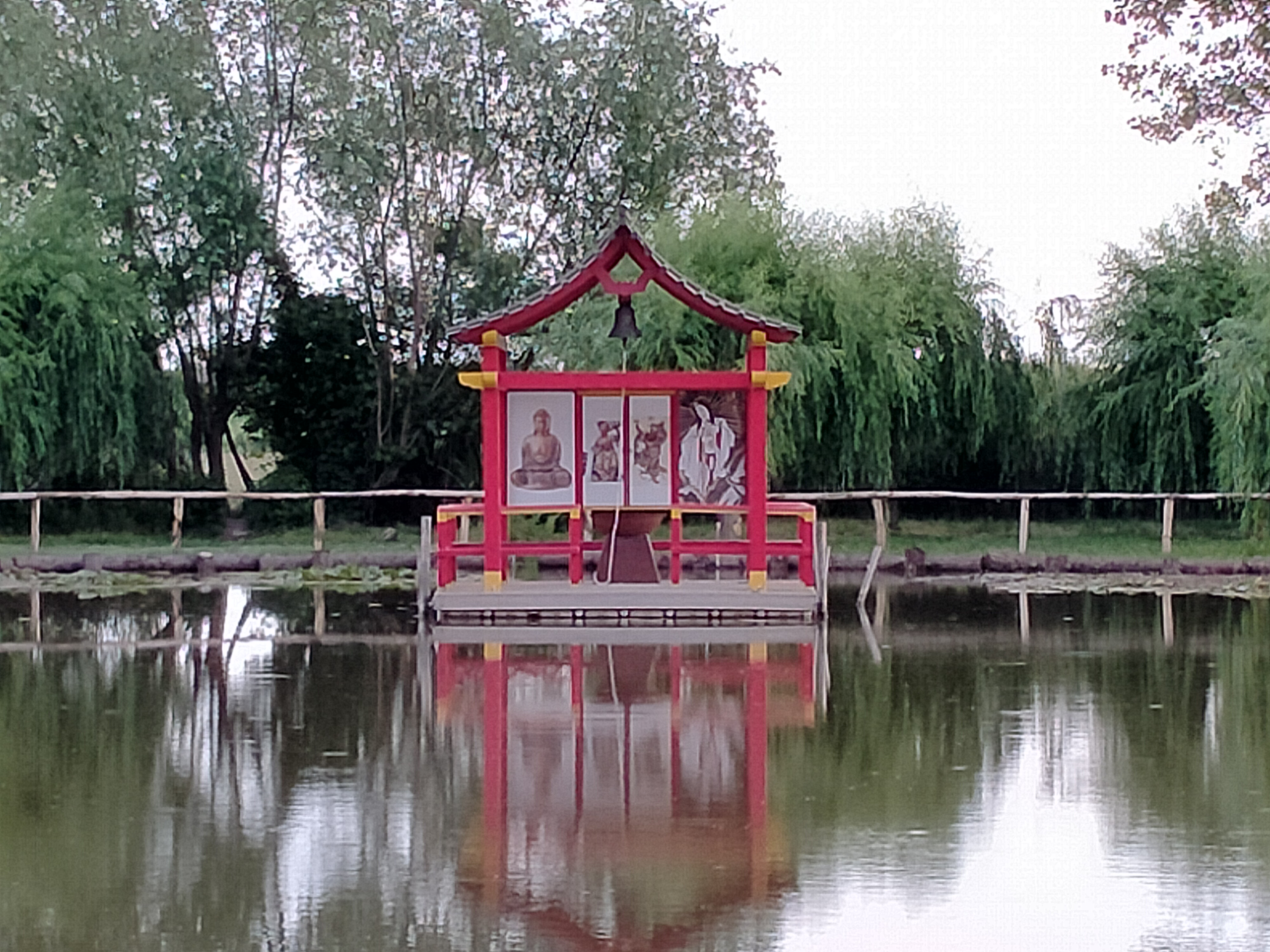
Shinto jinja nell'area lacustre di Massarosa

Nonostante questi aspetti culturali, la zona è stata storicamente interessata da pesanti manomissioni ambientali dovute a forme improprie di sfruttamento, a cominciare da quello della Torbiere d'Italia SpA, che produsse ai primi del secolo scorso tre enormi cicatrici nel manto palustre a nord dello specchio acqueo (il Fosso Morto, Punta Grande e il Centralino), per proseguire con il business dell'estrazione delle sabbie silicee.

### Il lago ghiacciato
Dato il clima relativamente mite e la vicinanza al mare è piuttosto raro vedere il lago completamente ghiacciato. L'ultima volta il fenomeno si è presentato nel gennaio del 1985. Ancora nel XX secolo si ebbe molto ghiaccio nel 1929. Fenomeni minori furono registrati nel 1956 e all'inizio del secolo. Per i secoli precedenti mancano studi approfonditi, ma è lecito ritenere che vi siano stati altri episodi di congelamento, ad esempio nel 1709. Fino alla fine del XX secolo era invece relativamente frequente vedere ghiacciare le paludi nelle zone vicine alla riva.

### L'alluvione del dicembre 2009
Il 25 dicembre 2009 il lago rischiò di tracimare a causa dell'esondazione del Serchio, dovuta a forti precipitazioni a seguito di una perturbazione portata dallo scirocco già in atto dalla sera della vigilia, contestualmente all'innalzamento dello zero termico che provocò la parziale fusione delle neve presente nel bacino idrico del Serchio (la neve era molto abbondante anche nella pianura di Lucca).
Il Serchio, ingrossato dai suoi affluenti, ruppe un argine tra le frazioni di Nodica e Migliarino nel Comune di Vecchiano e le acque fuoriuscite dal fiume invasero le pianure limitrofe, arrivando a lambire il lago di Massaciuccoli, anch'esso già ingrossato dalle piogge. 
Solo l'intervento del Consorzio di Bonifica Versilia Massaciuccoli e della Protezione Civile evitò un'ulteriore esondazione del lago che avrebbe invaso la zona industriale di Montramito e Massarosa. Le acque rimasero per mesi nella bonifica (che si trova anche fino a due metri sotto il livello del mare), e con una lunga operazione di bonifica vennero pompate nel fosso della Bufalina, affinché potessero raggiungere direttamente il mare.

## Caratteristiche fisiche

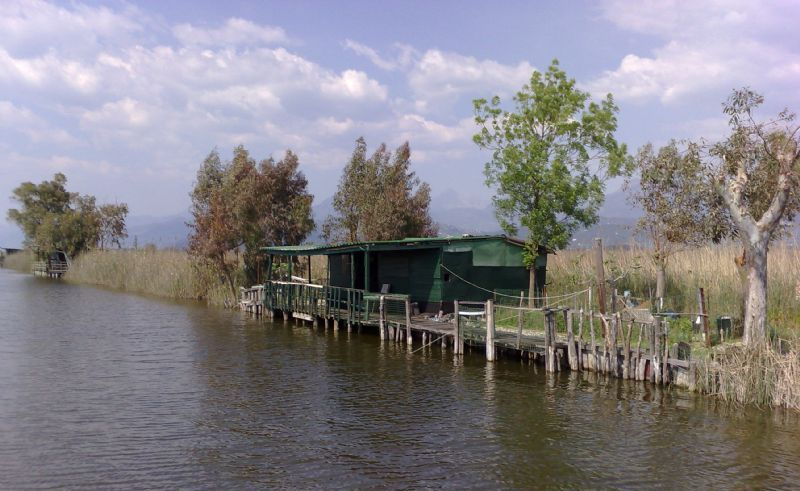
Zona paludosa antistante il lago

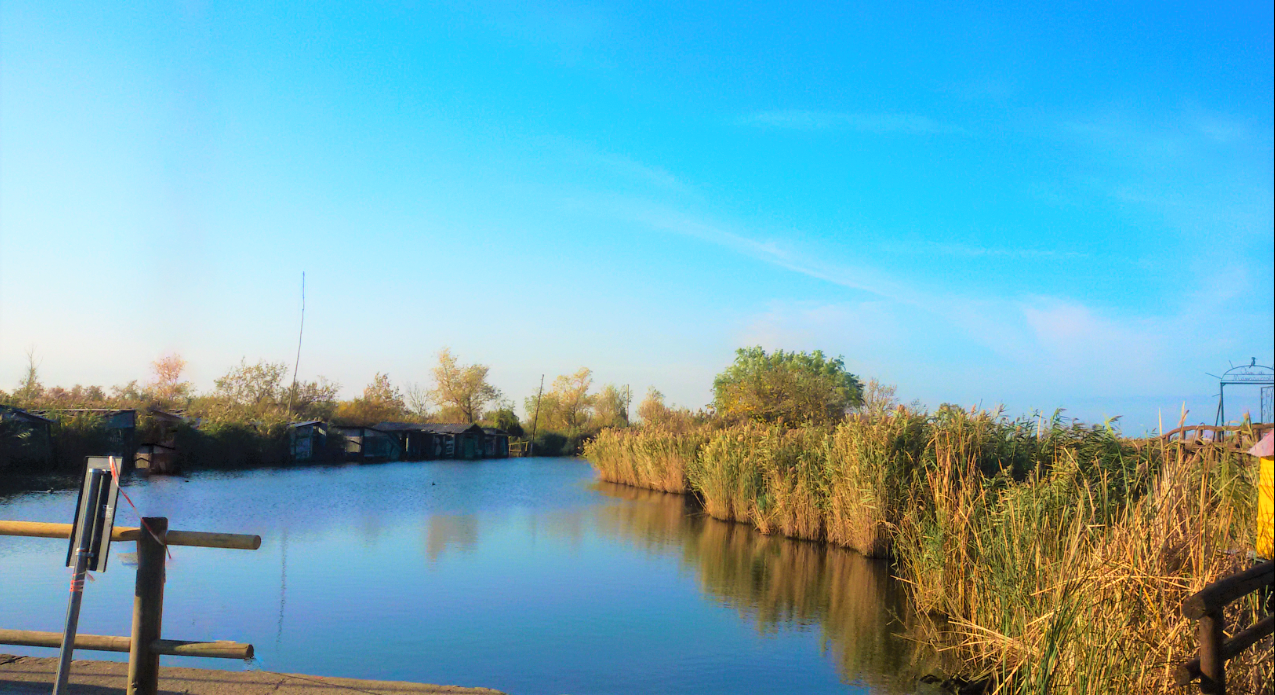
Vista dei canali intorno al lago dal paese di Massaciuccoli

Il lago e il comprensorio di fossi e canali erano una tappa importante per tutti gli uccelli migratori in rotta verso i paesi caldi. La maggior parte dei canali sono stati ricavati artificialmente in varie epoche, anche durante il ventennio fascista, per bonificare dalla malaria le vicine campagne ed anche per l'estrazione della torba. Fino ad anni recenti, inoltre, l'estrazione della sabbia silicea ha sottratto centinaia di ettari all'ambiente naturale.
Alcuni vasti bacini secondari, di grande profondità, sono infatti derivati della cavatura della sabbia silicea per la fabbricazione del vetro abbastanza presente nella zona, attività ormai vietata da vari decenni.
La torba estratta dal lago era invece utilizzata come combustibile per le fornaci.

## Flora
Sono presenti nell'area piante tipiche palustri come la cannuccia di palude, la ninfea, la lisca, la Lemna minor, la Ceratophyllum demersum, la Lemna gibba, l'Osmunda regalis, la Typha latifolia e la Typha angustifolia.
La zona ospita tuttora le più vaste estensioni di falasco (Cladium mariscus) esistenti in Italia, e grandissime estensioni di sfagno che rivestono un enorme valore ambientale. Il falasco veniva localmente raccolto in passato ed usato soprattutto come strame nelle stalle. 

## Fauna

### Avifauna
Sono presenti nell'area il falco di palude, l'airone cenerino, l'airone bianco maggiore e l'airone guardabuoi (soprattutto nei campi intorno a Migliarino Pisano), la garzetta, il beccaccino, la folaga, il germano reale e l'usignolo di fiume, la cannaiola e il cannareccione nel canneto. In inverno sono presenti come svernatori il cormorano, lo svasso maggiore, lo svasso piccolo. In primavera e in estate il lago si popola di rondini e di balestrucci, oltre ai cavalieri d'Italia, alcuni trampolieri, il raro tarabuso, la sgarza ciuffetto, la marzaiola, il mignattino e il mignattino alibianche (simbolo dell'oasi). Nella zona di Villa Ginori è presente una numerosa garzaia di aironi rossi (almeno 80 coppie). Il valore naturalistico del Lago di Massaciuccoli è notevolmente diminuito negli ultimi anni a causa dell'eutrofizzazione delle acque, un problema irrisolto che ha causato la scomparsa di molte specie di uccelli acquatici per le quali la zona era celebre e l'alterazione della vegetazione naturale.

### Ittiofauna
Sono presenti la tinca, il cefalo, la gambusia, la carpa, il carassio, il persico trota e il persico sole, la scardola, l'anguilla. La specie più diffusa nel lago è il pesce gatto. Negli anni '90, la comparsa nell'area del vorace gambero rosso della Louisiana, ha comportato delle alterazioni negli equilibri ecologici del lago, ben documentate dalla zoologa fiorentina Francesca Gherardi.

## Attività sportive e ricreative
Durante tutto l'anno, sul lago si svolgono diverse attività sportive, in particolare canottaggio, canoa e vela. 
Un altro importante aspetto di attrazione è costituito dalle visite guidate organizzate dalla LIPU, dal momento che il lago rientra in un'area protetta.